# Chi Cỏ roi ngựa thơm
Chi Cỏ roi ngựa thơm (danh pháp khoa học: Aloysia) là một chi thực vật có hoa thuộc họ Cỏ roi ngựa, Verbenaceae. Chi này có khoảng 41 loài cây bụi có hương thơm thường được gọi chung là beebrushes trong tiếng Anh, với loài nổi tiếng nhất là cỏ roi ngựa hương chanh (A. citrodora). Danh pháp của chi vinh danh Maria Luisa xứ Parma (1751-1819), vợ vua Carlos IV của Tây Ban Nha.

## Phân bố
Các loài trong chi này là bản địa khu vực cận nhiệt đới, ôn đới và sa mạc châu Mỹ, nhưng một số loài đã du nhập vào châu Âu.

## Mô tả
Các loài trong chi này là cây bụi, cây bụi nhỏ hoặc cây gỗ cao từ 0,5 m đến 15 m. Nhiều loài có hương rất thơm. Thân cây có thể có dạng bốn cạnh và nhẵn khi còn non, trở nên góc cạnh hơn hoặc thuôn tròn hơn và thường có rãnh hoặc khía khi già. Lá thường xanh hoặc sớm rụng vào mùa khô. Chúng thường mọc đối hoặc mọc vòng, nhưng có thể so le hoặc mọc thành cụm. Các phiến lá có hình dạng thay đổi, có răng cưa hoặc có rìa nhẵn, từ không lông đến có lông thô nhám ở mặt trên. Mặt dưới có thể có lông tuyến. Cụm hoa thường là chùm bao gồm các cụm với khoảng cách rộng từ 3 đến 6 hoa mỗi cụm. Các lá bắc giống như lá ở dưới các hoa có thể sặc sỡ ở một số loài. Đài hoa có 2 hoặc 4 thùy và bền, bao quanh quả khi nó phát triển. Tràng hoa hình ống với miệng rộng hơn được chia thành 4 thùy, một trong số đó có thể có khe chẻ. Tràng hoa có thể có màu trắng, ánh tía, xanh lam hoặc hồng. Vòi nhụy hẹp với đầu nhụy chia 2 thùy và có 4 nhị. Quả là quả nứt.

## Các loài
Các loài hiện tại được công nhận bao gồm:
- Aloysia arequipensis Siedo, 2012
- Aloysia barbata (Brandegee) Moldenke, 1940
- Aloysia brasiliensis Moldenke, 1949
- Aloysia castellanosii Moldenke, 1940
- Aloysia catamarcensis Moldenke, 1942
- Aloysia chamaedryfolia Cham., 1832
- Aloysia chiapensis Moldenke, 1947
- Aloysia citrodora Paláu, 1874– cỏ roi ngựa hương chanh (Argentina, Paraguay, Brasil, Uruguay, Chile, và Peru)
- Aloysia coalcomana Siedo, 2012
- Aloysia cordata Siedo, 2012
- Aloysia crenata Moldenke, 1963
- Aloysia decipiens Ravenna, 2007
- Aloysia densispicata (K.Koch & C.D.Bouché) Moldenke, 1965
- Aloysia deserticola (Phil.) Lu-Irving & N.O'Leary, 2014
- Aloysia dusenii Moldenke, 1940
- Aloysia fiebrigii (Hayek) Moldenke, 1937
- Aloysia gentryi Moldenke, 1980
- Aloysia gratissima (Gillies & Hook.) Tronc., 1962
- Aloysia hatschbachii Moldenke, 1967
- Aloysia herrerae Moldenke, 1941
- Aloysia macrostachya (Torr.) Moldenke, 1934– cỏ roi ngựa thơm Rio Grande
- Aloysia nahuire Gentry & Moldenke, 1941
- Aloysia oblanceolata Moldenke, 1949
- Aloysia ovatifolia Moldenke, 1940
- Aloysia peruviana (Turcz.) Moldenke, 1937
- Aloysia polygalifolia Cham., 1832
- Aloysia polystachya (Griseb.) Moldenke, 1940
- Aloysia pulchra (Briq.) Moldenke, 1934
- Aloysia riojana (Hieron. ex Moldenke) Lu-Irving & N.O'Leary, 2014
- Aloysia salsoloides (Griseb.) Lu-Irving & N.O'Leary, 2014
- Aloysia salviifolia (Hook. & Arn.) Moldenke, 1940
- Aloysia schulziana Moldenke, 1940
- Aloysia scorodonioides (Kunth) Cham., 1832
- Aloysia sonorensis Moldenke, 1965
- Aloysia spathulata (Hayek) Moldenke, 1934
- Aloysia tarapacana (Botta) Lu-Irving & N.O'Leary, 2014
- Aloysia trifida (Gay) Lu-Irving & N.O'Leary, 2014
- Aloysia unifacialis Ravenna, 2006
- Aloysia velutina Siedo, 2012
- Aloysia virgata (Ruiz & Pav.) Pers., 1806–cỏ roi ngựa hương hạnh nhân.
- Aloysia wrightii A.Heller, 1906 – oreganillo, cỏ roi ngựa thơm Wright (Tây Nam Hoa Kỳ, miền Bắc México)[10][11]

### Chưa xác định
- Aloysia dodsoniorum Moldenke, 1982[12] (Ecuador)

### Loài từng được xếp vào đây
- Mulguraea ligustrina (Lag.) N.O'Leary & P.Peralta, 2009 (tên cũ A. ligustrina (Lag.) Small)[10]

## Hình ảnh

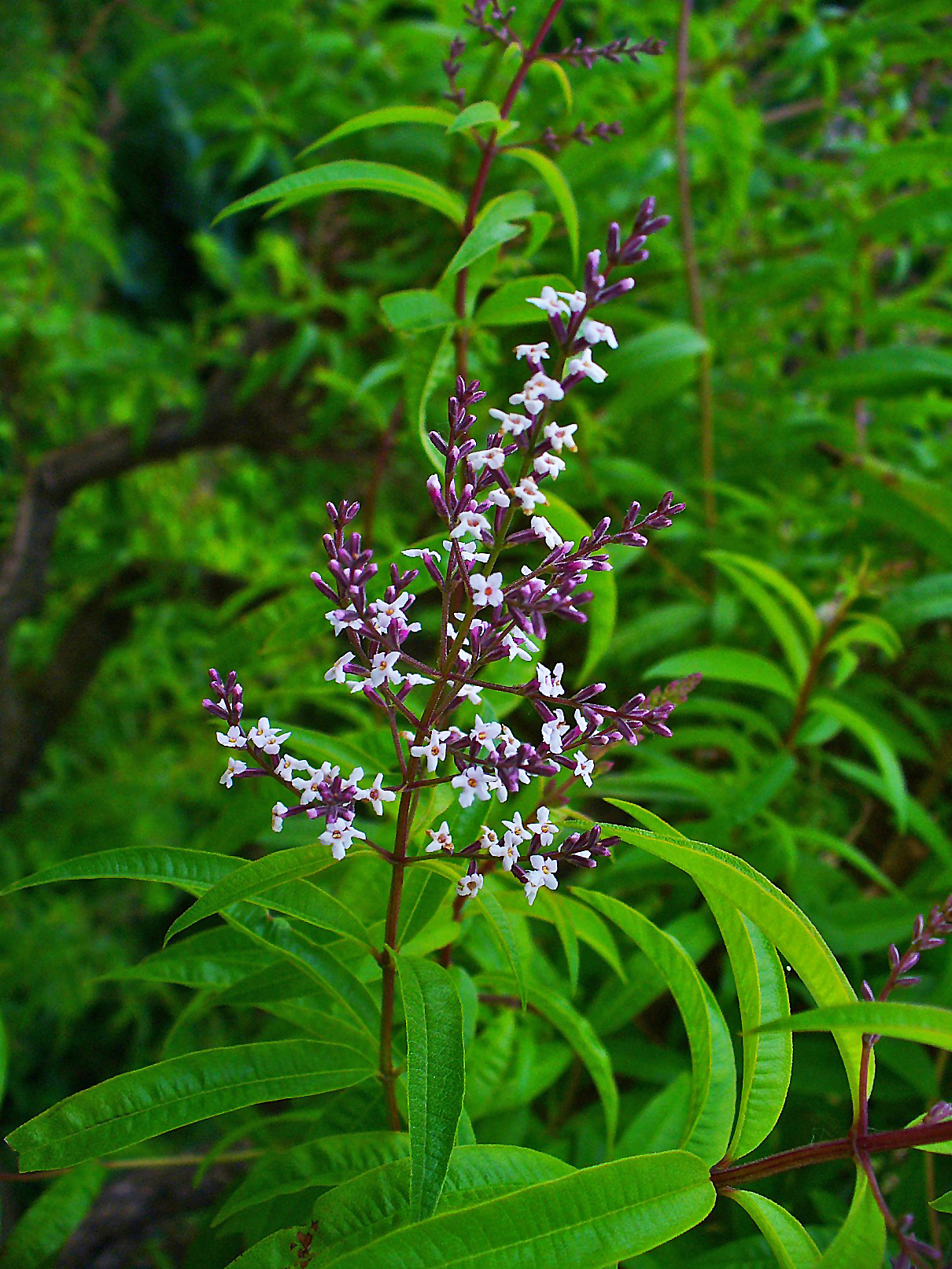
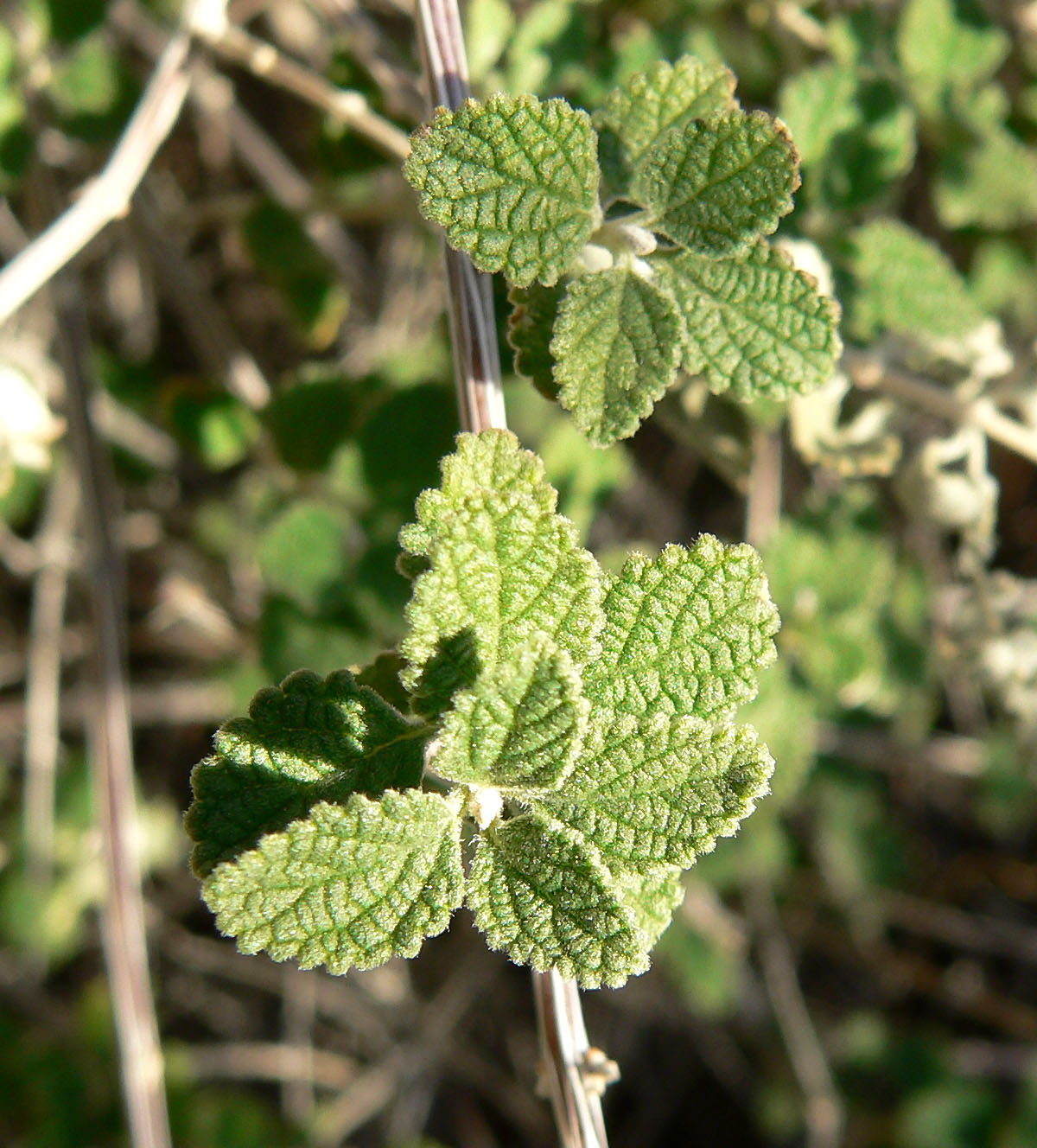
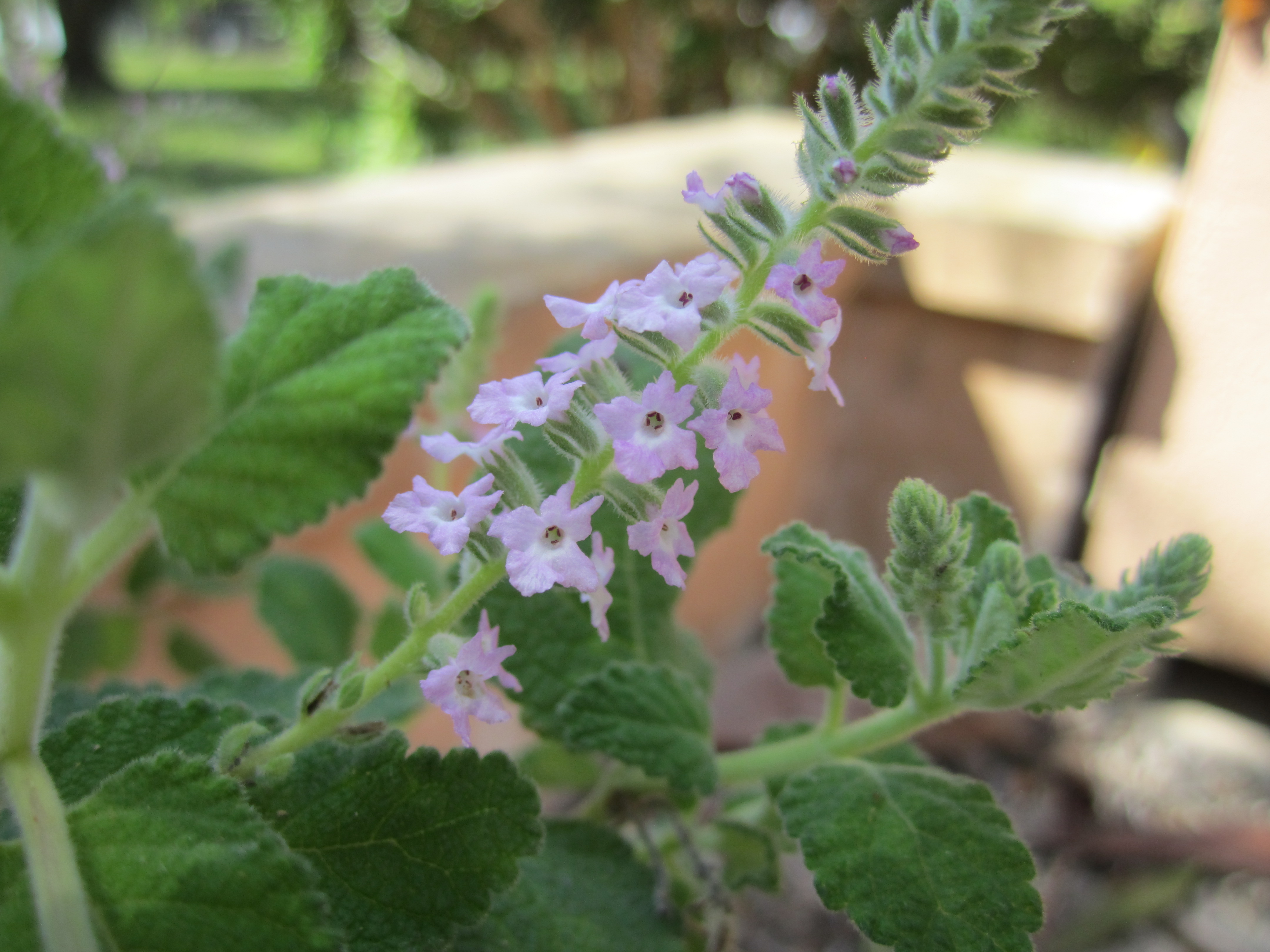
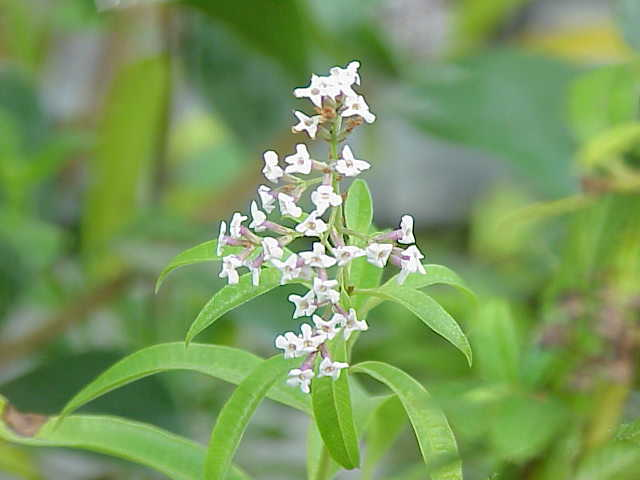